# Ganten
 (novembre 2022).

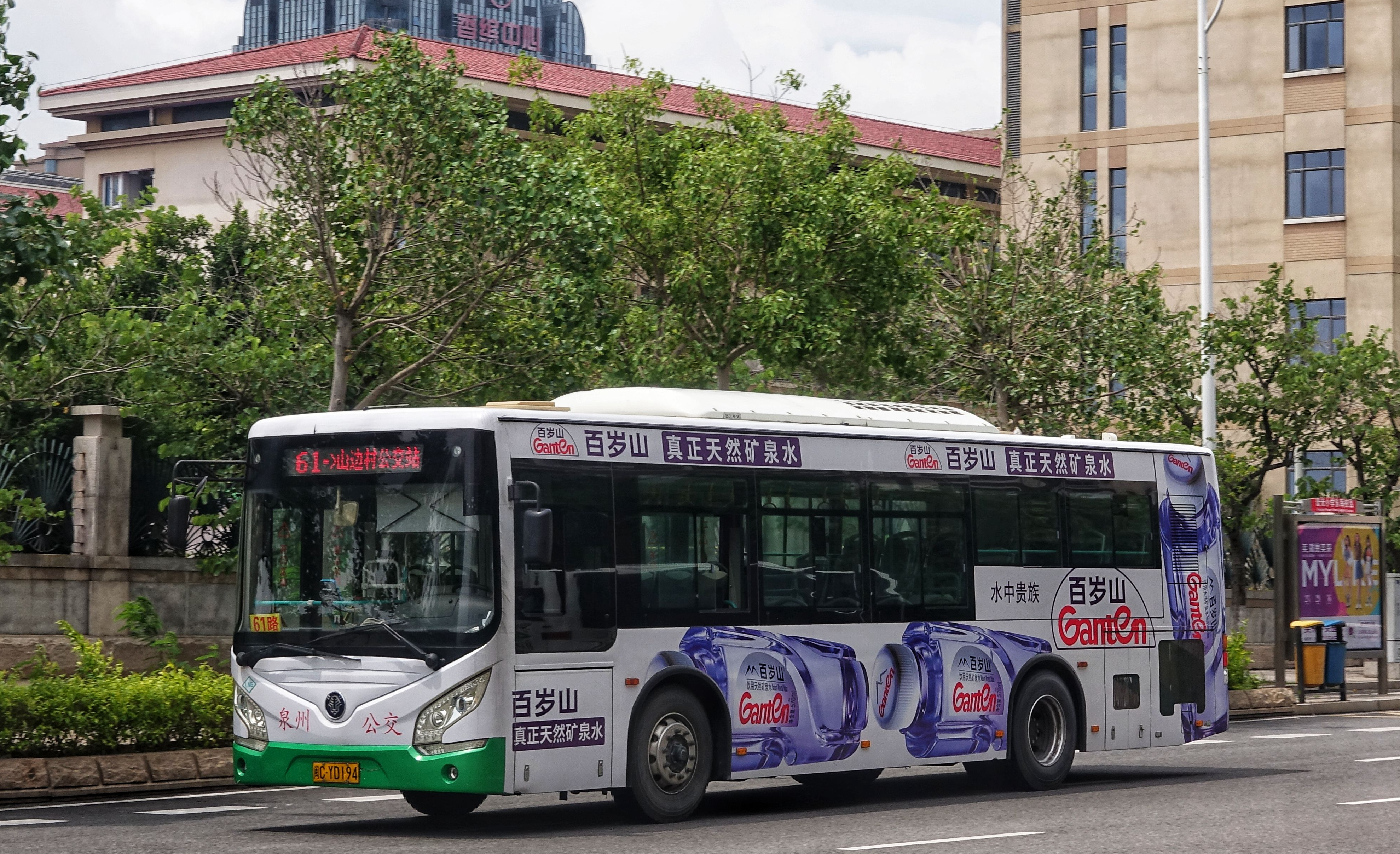
Publicité Ganten sur un autobus.

Ganten est une marque d'eau en bouteille haut de gamme en provenance de Chine.
La marque appartient à Shenzhen Ganten Food & Beverage, une société dont le siège est à Shenzhen, dans la province du Guangdong. La sous-marque la plus populaire de Ganten est Baisuishan, ou La montagne centenaire, utilisé pour l'un des produits d'eau en bouteille de l'entreprise.

## Histoire
Shenzhen Jingtian Food and Beverage est créée en 1992 à Shenzhen.
Entre 2015 et 2017, la part de marché intérieur de Shenzhen Ganten sur le marché chinois de la vente au détail d'eau en bouteille est passée de 2,4 % à 3 %.
Le nom latinisé de l'entreprise est Ganten, une approximation de la prononciation cantonaise du nom de l'entreprise, qui se prononce « Jingtian » en mandarin. Il utilise un certain nombre de sous-marques pour ses produits en chinois, y compris Ganten lui-même, mais la marque la plus courante est Baisuishan, ou La montagne centenaire. L'emballage du produit porte souvent le nom latinisé Ganten, mais ne latinise pas la marque du produit. En conséquence, l'eau en bouteille de marque Baisuishan est simplement appelée Ganten en anglais.

## Parrainages
- Championnat du Monde FIBA 2023 ;
- Tournoi de tennis Open d'Australie, depuis 2018[4] ;
- Championnat de Chine de football, depuis 2017 ;
- Juventus Football Club, depuis 2017 ;
- Fédération internationale de volley-ball, depuis 2018[2],[5] ;
- Fédération internationale de basket-ball, depuis 2018[6] ;
- Équipe de Serbie de basket-ball ;
- Équipe de Serbie féminine de volley-ball ;
- Tournois du circuit international de tennis de table WTT.